# William Ballard Preston
William Ballard Preston (Smithfield, 25 novembre 1805 – 16 novembre 1862) è stato un politico statunitense.

## Biografia
Fu il diciannovesimo segretario della marina statunitense durante la presidenza di Zachary Taylor. Parente del brigadiere generale e politico William Preston e del senatore degli Stati Uniti William Campbell Preston (i 3 erano cugini).
Studiò al Hampden–Sydney College, fu eletto come rappresentante alla camera degli Stati Uniti nel 1846. Fu segretario della Marina fino alla morte di Taylor: il suo successore Millard Fillmore riorganizzò la Marina, scegliendo per la carica William Alexander Graham, al che Preston scelse di ritirarsi dalla carriera politica.